# Max Season
 (mai 2025).
Motif : Où sont les sources permettant de démontrer l'admissibilité de cette personne sur Wikipédia ?
- Archive Wikiwix
- Bing
- Cairn
- DuckDuckGo
- E. Universalis
- Gallica
- Google
- G. Books
- G. News
- G. Scholar
- Persée
- Qwant
- (zh) Baidu
- (ru) Yandex
- (wd) trouver des œuvres sur Wikidata

| 1. | Préciser le motif de la pose du bandeau. | Précisez le motif de la pose du bandeau en utilisant la syntaxe suivante : {{admissibilité à vérifier\|date=juin 2025\|motif=remplacez ce texte par le motif}}                  |
| 2. | Informer les utilisateurs concernés.     | Pensez à avertir le créateur de l'article, par exemple, en insérant le code ci-dessous sur sa page de discussion : {{subst:avertissement admissibilité à vérifier\|Max Season}} |

Max Season (nom prononcé en anglais /'siːzn/), de son vrai nom Maxime Souveton, né le 27 juillet 1996 à Saint-Étienne, Loire, est un producteur de musique, beatmaker, compositeur de musique de film et de musique de jeu vidéo français.

## Biographie
Enfant, Max Season apprend les bases du piano. Mais c'est seulement lors de ses études supérieures dans le milieu du cinéma en 2013 qu'il décide de prendre la musique plus au sérieux et de devenir lui-même compositeur. Il compose principalement des musiques instrumentales pour des artistes, pour des films ou encore pour des pièces de théâtre.
Dès le début de sa carrière musicale, il travaille beaucoup avec des artistes étrangers avec qui il est en contact notamment grâce aux réseaux sociaux, il travaille la plupart du temps distance en composant des musiques instrumentales mais aussi en accueillant des artistes en résidence dans son studio.
Durant l'été 2015, il travaille avec le compositeur Bernard Fort sur le sound design de la pièce de théâtre « Comment je suis devenu clown » présentée au Festival International de la Marionnette à Katowice.
En 2016, Max Season compose plusieurs morceaux pour la pièce de théâtre "L'ingénieur et la marionnette" mise en scène par Maurice Galland.
Pendant toute l'année 2018, il collabore avec de nombreux producteurs américains dont Lex Luger (producteur), avec qui il réalise des compositions instrumentales. Puis, en 2019, il crée son studio de production et d'enregistrement où il développe divers projets musicaux.
Il compose également des démos instrumentales pour des marques comme pour Sonixinema, Spitfire, Arturia ou encore Native Instruments.
En 2021, il produit le morceau "Au bord de l'eau" du rappeur Hayce Lemsi en featuring avec ElGrandeToto. 
Parallèlement, il travaille sur des bandes originales de films et de jeux vidéo notamment Oaths of Lights prévu pour 2024.
En 2025, Max Season lance le projet Cycles, une série musicale articulée autour des saisons, de la mémoire et du passage du temps. Le premier titre, Spring 2025, est sorti le 21 juin 2025,.